# Dawn Ford
Dawn Ford est une actrice canadienne.

## Filmographie

### Cinéma
- 1986 : Sale Boulot : la femelle rat
- 1996 : Joyeux Calvaire : la pénitente de l'Oratoire
- 1997 : L'Éducation de Little Tree : la femme d'église
- 1998 : Home Team, une équipe de champions : une femme
- 2000 : En toute complicité : Cheryl
- 2000 : Stardom
- 2000 : Lion of Oz
- 2000 : See Bob Run : Tamara
- 2003 : Lost Junction : Clara
- 2004 : L'Hôtel de l'avenir : Marge
- 2004 : Pinocchio le robot : voix additionnelles
- 2004 : A Year in the Death of Jack Richards : une résidente
- 2006 : My First Wedding
- 2006 : Le Pacte du sang : l'infirmière de l'école
- 2007 : Si j'étais toi : une infirmière
- 2009 : Polytechnique : la mère de Valérie
- 2010 : Outbreak: Anatomy of a Plague : la mère des filles
- 2010 : Lance et compte : la mère de Chantelois
- 2011 : Dolly Parton, ma mère et moi
- 2011 : Dans l'ombre 3D : Susan Carter
- 2012 : Blanche-Neige : une villageoise et la vieille dame
- 2013 : Warm Bodies : Dr Burke
- 2013 : The Legend of Sarila : Tayara
- 2013 : Emma's Wings: A Bella Sara Tale : Deru
- 2013 : L'Extravagant Voyage du jeune et prodigieux T. S. Spivet : Marge
- 2014 : Garm Wars: The Last Druid : La Commandante
- 2017 : Death Wish : une infirmière
- 2017 : Brad's Status : l'assistante exécutive de Jason
- 2017 : Flip the Bird : Tante Rose

### Télévision
- 1993 : Heart of Courage : Cathy
- 1996 : Sous un ciel variable (1 épisode)
- 1996-1999 : The Little Lulu Show : Iggy Inch et Mme Van Snobb (9 épisodes)
- 1997-1999 : Bêtes à craquer : Roxanne et voix additionnelles (39 épisodes)
- 1999 : Fais-moi peur ! : Carol (1 épisode)
- 1999 : P. T. Barnum de Simon Wincer : la mère
- 1999 : Lassie : Marge (1 épisode)
- 1999 : La Légende de Sleepy Hollow : Mme Van Ripper
- 1999-2000 : Mona le vampire : Temujin, Mitzie et Mlle Dewey (2 épisodes)
- 1999-2009 : Arthur : Mme Molina, Wand et Sadie (7 épisodes)
- 2000 : For Better or For Worse : voix additionnelles (3 épisodes)
- 2001 : Amandine Malabul : voix additionnelles (6 épisodes)
- 2001 : Chroniques de San Francisco (3 épisodes)
- 2001 : L'Histoire sans fin : la femme sage (2 épisodes)
- 2002 : The Lost World : Mina (26 épisodes)
- 2002-2003 : Toad Patrol : Elf Cup et Shaggy Mane (26 épisodes)
- 2004 : Fries with That? : l'invitée (1 épisode)
- 2005 : Vice caché (2 épisodes)
- 2005 : The Tournament : la barmaid (1 épisode)
- 2005 : L'Auberge du chien noir : Meg (1 épisode)
- 2005 : Trafic d'innocence : la tante d'Helena (4 épisodes)
- 2005-2006 : Zoé Kézako : Super Duper (5 épisodes)
- 2006 : Martin Matin (1 épisode)
- 2008-2009 : Monster Buster Club : Princesse Penny et la vieille dame (3 épisodes)
- 2011-2013 : Being Human : la Danoise (3 épisodes)
- 2013 : Walter 100% : la vieille dame (13 épisodes)
- 2015 : 19-2 : Dr Laba (1 épisode)
- 2015 : Patriot : une journaliste (1 épisode)
- 2015 : This Life : la guide (1 épisode)
- 2016 : The Art of More : Sheila Thompson (2 épisodes)

### Jeux vidéo
- 2012 : Assassin's Creed III : Amanda Bailey
- 2013 : Assassin's Creed IV: Black Flag : Tommy
- 2014 : Assassin's Creed Unity : voix additionnelles
- 2016 : Deus Ex: Mankind Divided : Masa Kadlek